# Ligier JS17
Chronologie des modèles (1981-1982)
Ligier JS11/15 Ligier JS19
La Ligier JS17 est une monoplace de Formule 1, conçue par les ingénieurs français Gérard Ducarouge et Michel Beaujon, engagée par l'écurie française Ligier dans le cadre du championnat du monde de Formule 1 1981. Une version B est engagée durant la première moitié du championnat du monde de Formule 1 1982, en attendant la mise au point de la JS19. 
La monoplace est propulsée par un moteur V12 Matra atmosphérique et équipée de pneumatiques Michelin. En 1981, ses pilotes sont les Français Jean-Pierre Jarier, Jean-Pierre Jabouille, Patrick Tambay et Jacques Laffite. En 1982, la JS17B est confiée à l'Américain Eddie Cheever et au Français Jacques Laffite.

## Résultats en championnat du monde de Formule 1

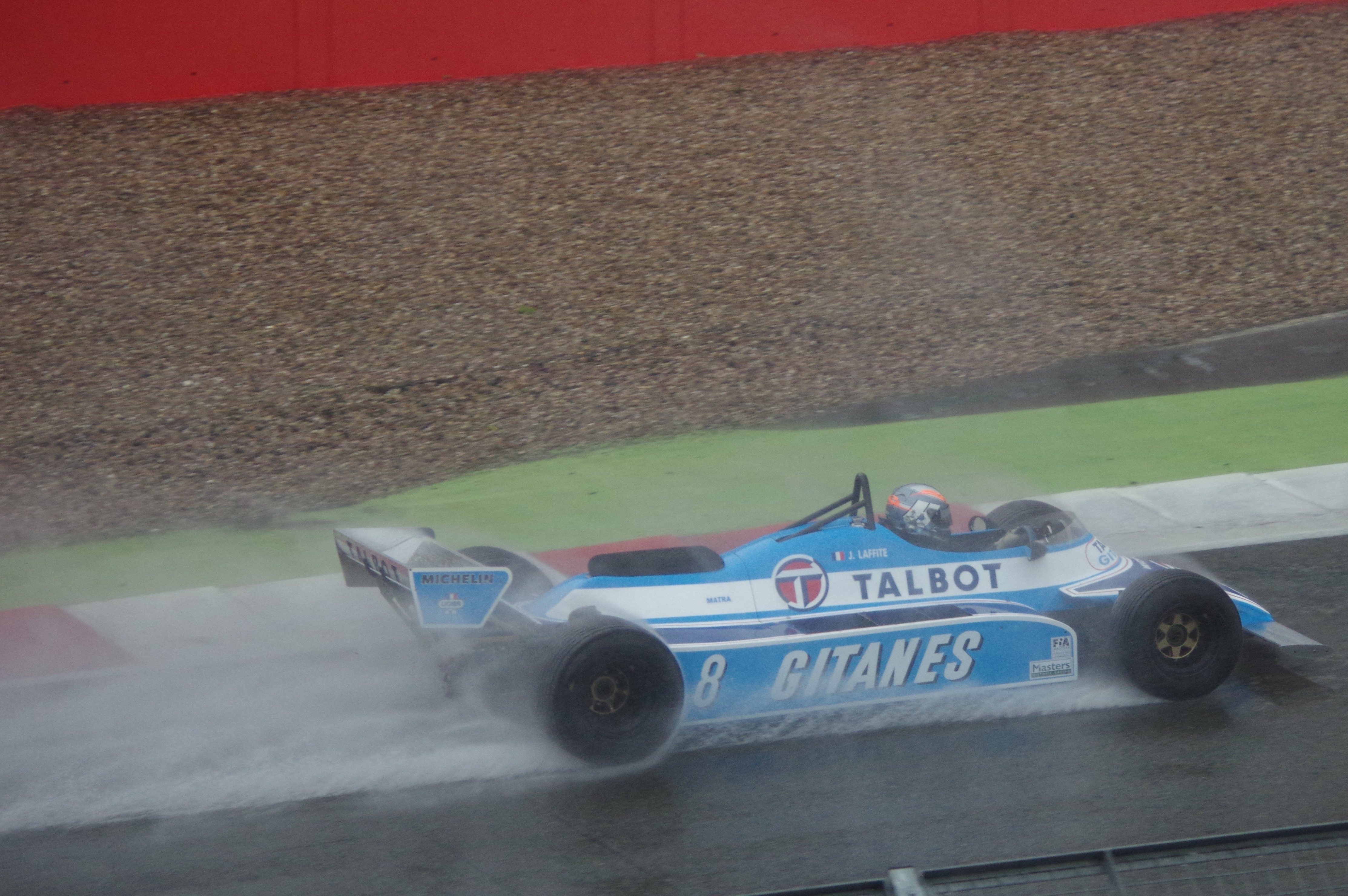
La Ligier JS17 en démonstration lors de la Silverstone Classic en 2015.

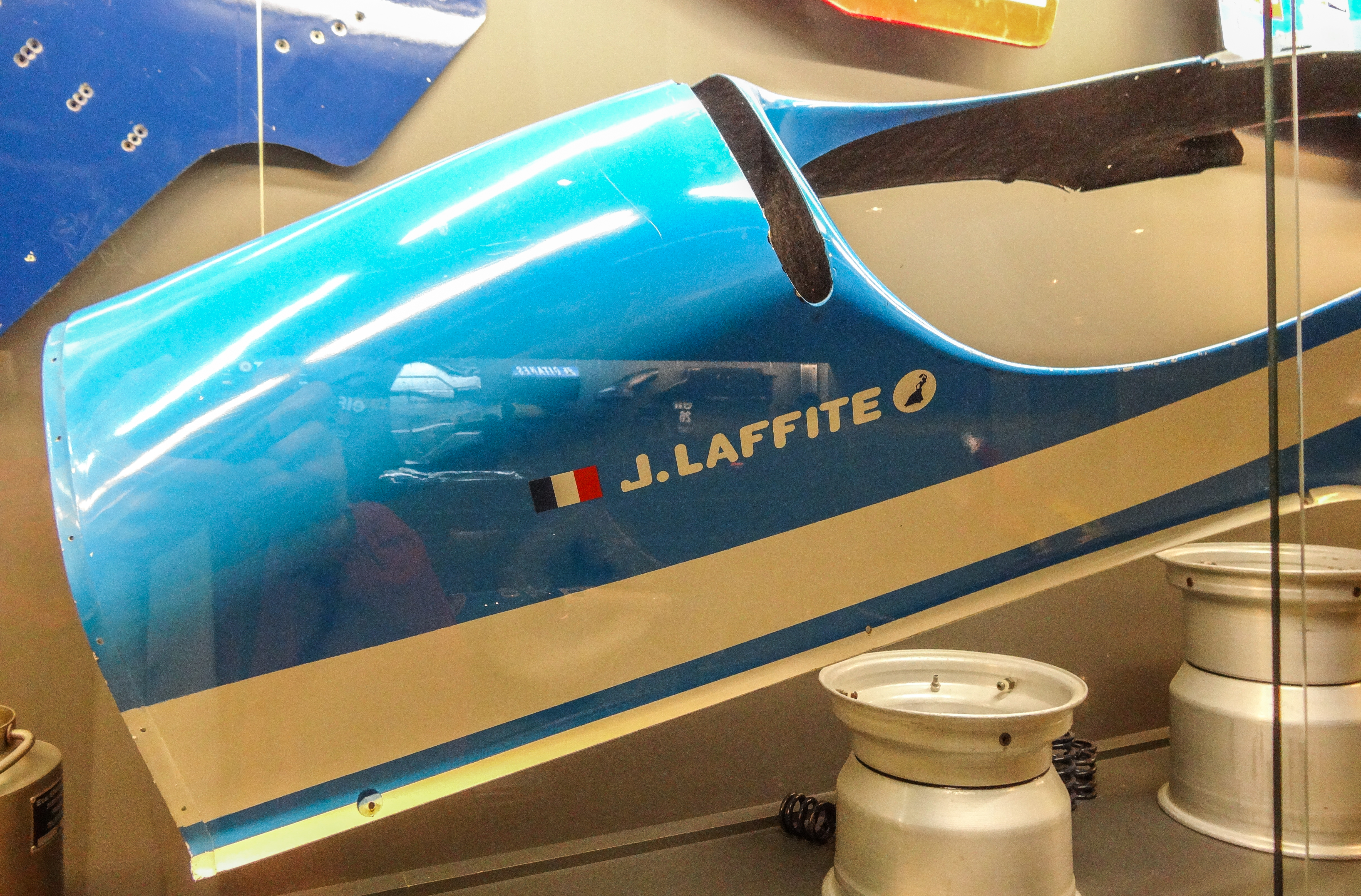
Le cockpit de la Ligier JS17 de Jacques Lafitte, exposée au Manoir de l'automobile à Lohéac.

| Saison | Écurie                | Moteur         | Pneus    | Pilotes               | Courses | Courses | Courses | Courses | Courses | Courses | Courses | Courses | Courses | Courses | Courses | Courses | Courses | Courses | Courses | Courses | Points inscrits | Classement |
| Saison | Écurie                | Moteur         | Pneus    | Pilotes               | 1       | 2       | 3       | 4       | 5       | 6       | 7       | 8       | 9       | 10      | 11      | 12      | 13      | 14      | 15      | 16      | Points inscrits | Classement |
| ------ | --------------------- | -------------- | -------- | --------------------- | ------- | ------- | ------- | ------- | ------- | ------- | ------- | ------- | ------- | ------- | ------- | ------- | ------- | ------- | ------- | ------- | --------------- | ---------- |
| 1981   | Équipe Talbot Gitanes | Matra MS81 V12 | Michelin |                       | EUO     | BRÉ     | ARG     | SMR     | BEL     | MON     | ESP     | FRA     | GBR     | ALL     | AUT     | P-B     | ITA     | CAN     | LVE     |         | 44              | 4e         |
| 1981   | Équipe Talbot Gitanes | Matra MS81 V12 | Michelin | Jean-Pierre Jabouille | Abd.    | Forf.   | Nq      | Nc.     | Abd.    | Nq      | Abd.    |         |         |         |         |         |         |         |         |         | 44              | 4e         |
| 1981   | Équipe Talbot Gitanes | Matra MS81 V12 | Michelin | Jean-Pierre Jarier    |         | Abd.    |         |         |         |         |         |         |         |         |         |         |         |         |         |         | 44              | 4e         |
| 1981   | Équipe Talbot Gitanes | Matra MS81 V12 | Michelin | Patrick Tambay        |         |         |         |         |         |         |         | Abd.    | Abd.    | Abd.    | Abd.    | Abd.    | Abd.    | Abd.    | Abd.    |         | 44              | 4e         |
| 1981   | Équipe Talbot Gitanes | Matra MS81 V12 | Michelin | Jacques Laffite       | Abd.    | 6e      | Abd.    | Abd.    | 2e      | 3e      | 2e      | Abd.    | 3e      | 3e      | 1er     | Abd.    | Abd.    | 1er     | 6e      |         | 44              | 4e         |
| 1982   | Équipe Talbot Gitanes | Matra MS81 V12 | Michelin |                       | AFS     | BRÉ     | EUO     | SMR     | BEL     | MON     | EUE     | CAN     | P-B     | GBR     | FRA     | ALL     | AUT     | SUI     | ITA     | LVE     | 20*             | 8e         |
| 1982   | Équipe Talbot Gitanes | Matra MS81 V12 | Michelin | Eddie Cheever         | Abd.    | Abd.    | Abd.    |         | 3e      |         | 2e      | Abd.    |         | Abd.    |         |         |         |         |         |         | 20*             | 8e         |
| 1982   | Équipe Talbot Gitanes | Matra MS81 V12 | Michelin | Jacques Laffite       | Abd.    | Abd.    | Abd.    |         | 9e      |         | 6e      | Abd.    | Abd.    |         |         |         |         |         |         |         | 20*             | 8e         |

Légende : ici 

* 9 points marqués en 1982 avec la Ligier JS19.